# Veglie alla fattoria presso Dikan'ka (film 1961)
Veglie alla fattoria presso Dikan'ka (in russo Вечера на хуторе близ Диканьки? ) è un film sovietico del 1961 diretto da Aleksandr Rou.
Si tratta della trasposizione cinematografica del racconto di Nikolaj Gogol' La notte prima di Natale, facente parte del ciclo delle Veglie alla fattoria presso Dikan'ka.
Le riprese si svolsero nel marzo del 1961 presso Kirovsk, dove venne ricostruito un tipico villaggio tradizionale ucraino. Nel dicembre dello stesso anno, presso la Casa della cultura della cittadina dell'Oblast' di Murmansk, si tenne la prima proiezione del film.

## Trama
Vigilia di Natale nel villaggio ucraino di Dykan'ka. Il diavolo Satana, nel tentativo di ostacolare il fabbro e valente artista dilettante Vakula ha appena rubato la luna dal cielo, col risultato però solo di disperdere il cosacco Čub, padre di Oxana (la civettuola fidanzata del fabbro), ed il suo amico Panas, persi in una nevosa notte oscura, ed impedire loro di recarsi ad una riunione godereccia col maggiorente della cittadina, detto "il capo". Čub allora, non trovando tracce del suo amico, decide di recarsi dalla compiacente Solocha, madre di Vakula, che però, nel frattempo, ha già ricevuto, nell'ordine: il diavolo stesso (prima di farlo entrare ha dovuto oscurare la sacra icona della casa), il "capo", il sacrestano del paese (icona nascosta, come sopra), e qualcun altro. Al sopraggiungere di ogni nuovo visitatore Solocha provvedeva a nascondere il precedente, senza prestare particolare attenzione, ciascuno in un grosso sacco di juta.
Vakula intanto, profittando della notte oscura, si reca da Oxana, che è in procinto di  percorrere il paese con le sue amiche eseguendo canti di Natale in cambio di pregiati generi alimentari, in una sorta di "trick or treat" di Halloween. La sprezzante Oxana, nell'occasione, avendo notato le belle calzature di una sua amica, dichiara pubblicamente che sposerà Vakula solo quando egli le porterà in dono niente di meno che le preziose scarpe della zarina. Quando Vakula, contrariato, torna a casa dalla madre si libera dei sacchi che trova in casa, credendoli spazzatura, e li getta all'esterno.
Vakula, esasperato dal comportamento dell'amata, la lascia, e con essa lascia il paese, mentre una pettegola comare mette in giro la voce che il fabbro si sarebbe ucciso. Vakula invece, prima di andarsene, ha consultato il mago locale Patsyuk, e su suo consiglio si è rivolto proprio al maligno e, contrariamente alle aspettative di quest'ultimo, è il fabbro a servirsi di lui: lo costringe infatti a recarsi con lui alla reggia. Sulla groppa del diavolo, o abbarbicato alla sua villosa coda, Vakula raggiunge San Pietroburgo. Qui egli, al seguito di alcuni cosacchi zaporoghi e del nobile Potëmkin in persona, ha un colloquio con la zarina, che, sentita la sua storia, non ha difficoltà a regalargli le sue scarpe.
Nel villaggio, intanto, vengono scoperti, da Panas, i sacchi di juta, dai quali scaturiscono fra lo stupore generale coloro che vi erano nascosti, fra i quali Čub, che non può che restare ammirato nel constatare quanti amanti avesse Solocha. Oxana, ora che crede Vakula morto, si pente del proprio comportamento immaturo e lo rimpiange: grande stupore allora quando il fabbro si ripresenta nel paese, vivo e vegeto, portando con sé le scarpe della zarina, e si riunisce ad una rinsavita Oxana.